# 能愛嗎
《能愛嗎》（羅馬化：Ruk Dai Ruer Young）是一部由Master One VDO Production出品，由朱塔吾·帕塔拉剛普與芘查卡娜·翁薩拉塔納辛領銜主演的泰国浪漫愛情連續劇。此劇改編自作家瓦德拉（วัตตรา）的同名小說，預計2025年於泰國第3電視台首播。

## 劇情簡介
Weluree（芘查卡娜·翁薩拉塔納辛 飾）是一位坚强的單親媽媽。虽然她處事能力強，但她總是拘泥於自己的舒適圈，對愛情始終保持距離。直到她遇見了擁有優秀背景、帥氣迷人的Thee（朱塔吾·帕塔拉剛普 飾），讓她的生活不僅充滿變化，甚至心中那份長久未曾有過的悸動也悄然升起。

## 演員陣容
註：括號內的演員姓名為小名。

### 主要演員
- 芘查卡娜·翁薩拉塔納辛（Namtarn） 飾演 Weluree（Mook）
- 朱塔吾·帕塔拉剛普（March） 飾演 Thee（TJ）

### 其他演員
- 查奎琳·門恩（Jackie） 飾演 Khim
- 查塔瑞卡·西緹普容（Care） 飾演 Primpraw
- 塔克利·達萬鵬（Phet） 飾演 Apichat（Kak）
- 洛蕾娜·舒特（Lena） 飾演 Bella（Belle）

## 製作
2022年5月3日，与《親愛的媽咪》劇組舉行團拜祭祀儀式。

## 外部連結
- MyDramaList上的劇情簡介（英文）
- 豆瓣电影上《能愛嗎》的資料 （简体中文）